# Liste von Abwehrspielern im Tischtennis
In der Liste von Abwehrspielern im Tischtennis sollen relevante Tischtennisspieler aufgenommen werden, die als Abwehrspieler gelten. Kennzeichnend für das Tischtennisabwehrspiel ist der methodische Einsatz des Unterschnittballs auf Topspins des Gegners. Auch Materialspieler mit Kombischläger, also einem defensiven Schlägerbelag wie Langnoppenbelag oder  Antitopspinbelag, können hier aufgeführt werden. 
Aufnahmekriterien:
- Blaulink bei Wikipedia, oder
- Weltranglistenplatz unter 100, oder
- Medaille bei bedeutenden Wettbewerben (WM, Olympia, EM o. ä.)

## Herren
| Name                 | Staat                           | Lebensdaten         | Tischtenniserfolge und Sonstiges                                                          |
| -------------------- | ------------------------------- | ------------------- | ----------------------------------------------------------------------------------------- |
| Antonín Maleček      | Tschechoslowakei                | 1909–1964           | 1932 Team-Weltmeister mit Tschechien                                                      |
| Fred Perry           | Vereinigtes Königreich          | 1909–1995           | 1929 Weltmeister, Wimbledon-Sieger im Tennis 1934, 1935, 1936                             |
| Nikita Madjaroglou   | Griechenland Deutschland        | 1910(?)–1950        | 1931 WM-Bronze, 1931, 1932 Deutscher Meister                                              |
| Johnny Leach         | England                         | 1912–1978           | 1949, 1951 Weltmeister                                                                    |
| Alex Ehrlich         | Polen Frankreich                | 1914–1992           | 1936, 1937, 1939 Vizeweltmeister                                                          |
| Michel Haguenauer    | Frankreich                      | 1916–2000           | 1948 Vizeweltmeister                                                                      |
| Farkas Paneth        | Rumänien                        | 1917–2009           | 1936 2:12h langer Ballwechsel mit Alex Ehrlich bei der WM                                 |
| Helmut Deutschland   | Deutschland                     | 1918–2007           | 1948 Deutscher Meister im Doppel                                                          |
| Richard Bergmann     | Österreich England              | 1919–1970           | 1937, 1939, 1948, 1950 Weltmeister                                                        |
| Tibor Harangozo      | Jugoslawien                     | 1922–1978           | 1939 Mannschaftssilber bei der WM                                                         |
| Ferenc Sidó          | Ungarn                          | 1923–1998           | 1953 Weltmeister                                                                          |
| Josip Vogrinc        | Jugoslawien                     | 1924/25–1988        | 1951 WM-Mannschafts-Bronze, 1956 WRL-Platz 15, 1960 EM-Bronze im Doppel                   |
| Vilim Harangozo      | Jugoslawien                     | 1925–1975           | 1954 WM-Gold im Doppel                                                                    |
| Dick Miles           | Vereinigte Staaten              | 1925–2010           | 1948 Weltmeister im Mixed                                                                 |
| Manfred Feld         | Deutschland                     | 1925–2017           | 1949 DM-Bronze im Einzel, Nationalspieler                                                 |
| Willi Mallon         | Deutschland                     | 1926–1995           | 1951 DM-Bronze im Einzel, 1952 DM-Vizemeister im Doppel                                   |
| József Kóczián       | Ungarn                          | 1926–2009           | 1953 Weltmeister im Doppel                                                                |
| Chiang Yung-Ning     | Volksrepublik China Hongkong    | 1927–1968           | 1959 Mannschafts-Bronze bei der WM, Penholderspieler                                      |
| René Roothooft       | Frankreich                      | 1929–2024           | 1952 Weltranglistenplatz 4, 1952 WM-Halbfinale                                            |
| Zdenko Uzorinac      | Jugoslawien                     | 1929–2005           | 1951 Mannschafts-Bronze bei der WM, TT-Publizist                                          |
| Michael Thornhill    | England                         | 1931–2018           | 1959 Englischer Meister im Doppel, vielfacher Nationalspieler                             |
| Ernst Gomolla        | Deutschland                     | 1935                | 1959, 1965 Deutscher Meister im Doppel                                                    |
| Herbert Gomolla      | Deutschland                     | 1935                | 1959, 1965 Deutscher Meister im Doppel                                                    |
| Zoltan Berczik       | Ungarn                          | 1937–2011           | 1958, 1960 Europameister                                                                  |
| Toni Hold            | Österreich                      | 1937                | 1968 Vizemeister von Österreich                                                           |
| Dieter Köhler        | BR Deutschland                  | 1938                | 1959, 1960 Platz 2 der nationalen Rangliste                                               |
| Peter Hübner         | BR Deutschland                  | 1938–2020           | 1982, 1984 Seniorenweltmeister Ü40                                                        |
| Dieter Lippelt       | Deutschland                     | 1938                | 1968 Deutscher Mannschaftsmeister                                                         |
| Eberhard Schöler     | Deutschland                     | 1940                | 1969 Vizeweltmeister                                                                      |
| Zhang Xielin         | Volksrepublik China             | 1940                | 1964 Weltranglistenplatz 3, Abwehr mit Penholder und langen Noppen                        |
| Wang Zhiliang        | Volksrepublik China             | 1941–2020           | 1964 Weltranglistenplatz 6, 1963 Weltmeister im Herren-Doppel                             |
| Manfred Konieczka    | Deutschland                     | 1941                | 1959–1987 7× Berliner Meister, Barna-Schläger (beidseits kurze Noppen außen)              |
| János Faházi         | Ungarn                          | 1942                | 1963 WM-Bronze im Mixed                                                                   |
| Janos Borzsei        | Ungarn                          | 1943                | 1968 Weltranglistenplatz 5, Vizeeuropameister 1968                                        |
| John Hilton          | England                         | 1947                | 1980 Europameister, Allrounder mit Anti-Top                                               |
| Bernd Raue           | Deutsche Demokratische Republik | 1948                | 1972, 1973, 1975, 1977 DDR-Meister im Herreneinzel                                        |
| Walter Gründahl      | Deutschland                     | 1949                | 1980 oberes Paarkreuz Bundesliga, Funktionär, DTTB-Präsident                              |
| Liang Geliang        | Volksrepublik China             | 1950                | 1977, 1979 Bronze im Herreneinzel bei der WM, Allroundspieler                             |
| Norio Takashima      | Japan                           | 1951                | 1975 Bronze WM Einzel der Herren                                                          |
| Bela Mesaroš         | Ungarn                          | 1952–2022           | 1982 Mannschaftsbronze bei der Europameisterschaft                                        |
| Lu Yuansheng         | Volksrepublik China             | 1954                | 1977 WM-Silbermedaille im Doppel                                                          |
| Huang Liang          | Volksrepublik China             | 1954–1999(?)        | 1977 WM-Silbermedaille im Doppel, 1977 Weltranglistenplatz 3                              |
| Christian Martin     | Frankreich                      | 1955                | 1976 EM-Bronzemedaille                                                                    |
| Hideo Gotoh          | Japan                           | 1956 (??) unbekannt | 1979, 1981 WM-Bronzemedaille mit der Mannschaft                                           |
| Park Lee-hee         | Südkorea                        | 1957                | 1981 Weltranglistenplatz 13                                                               |
| Engelbert Hüging     | Deutschland                     | 1957                | 1978 Deutscher Meister                                                                    |
| Tibor Kreisz         | Ungarn                          | 1958                | 1978 Weltranglistenplatz 13                                                               |
| Michael Plum         | Deutschland                     | 1960                | 1977 Sieger Jugend-Bundesranglistenturnier                                                |
| Chen Xinhua          | Volksrepublik China England     | 1960                | 1987 WM-Bronzemedaille im Einzel                                                          |
| Igor Solopov         | Estland Sowjetunion             | 1961–2019           | 1978 EM-Mannschafts-Bronze                                                                |
| Lo Chuen Tsung       | Hongkong                        | 1963                | 1985 WM-Bronzemedaille im Einzel, Vorhand Top-Spin, Rückhand Chop-Block mit langen Noppen |
| Dietmar Palmi        | Österreich Deutschland          | 1964                | 1991 Deutscher Vizemeister im Doppel, langjähriger österreichischer Nationalspieler       |
| Li Gun-sang          | Nordkorea                       | 1966                | 1992 Weltranglistenplatz 9                                                                |
| Wang Hao             | Volksrepublik China             | 1966                | 1987 Mannschaftsweltmeister                                                               |
| Koji Matsushita      | Japan                           | 1967                | 1997 Bronze beim WM-Doppel                                                                |
| Hiroshi Shibutani    | Japan                           | 1967                | 1997 Bronze beim WM-Doppel, 2001 Weltranglistenplatz 81                                   |
| Carl Prean           | England                         | 1967                | 1983 Mannschaftsbronze bei der WM, offensiver Materialspieler                             |
| Roland Krmaschek     | Tschechoslowakei Deutschland    | 1969                | 1991 DM-Silber im Doppel                                                                  |
| Evgueni Chtchetinine | Belarus                         | 1970                | 2001 Weltranglistenplatz 47, 2003 Europameister im Doppel                                 |
| Matthew Syed         | England                         | 1970                | 1998 Weltranglistenplatz 25                                                               |
| Daniel Tsiokas       | Griechenland                    | 1971                | 1987 Jugendeuropameister                                                                  |
| Ding Song            | Volksrepublik China             | 1971                | 1995 Dritter WM-Einzel, kurze Noppen auf der Rückhand                                     |
| Liu Song             | Argentinien                     | 1972                | 2001 Weltranglistenplatz 49, Vorhand Topspin, Rückhand Slice mit langen Noppen            |
| Chen Weixing         | Volksrepublik China             | 1972                | 2006 Weltranglistenplatz 9                                                                |
| Thomas Schröder      | Deutschland                     | 1977                | 1994 Jugendeuropameister                                                                  |
| Ádám Pattantyús      | Ungarn                          | 1978                | 2015 Weltranglistenplatz 63                                                               |
| Lin Ju               | Dominikanische Republik         | 1979                | 2006 Weltranglistenplatz 39                                                               |
| Joo Se-hyuk          | Südkorea                        | 1980                | 2012 Weltranglistenplatz 5, Silber bei der WM 2003 im Herren-Einzel                       |
| Hou Yingchao         | Volksrepublik China Kanada      | 1980                | 2007 Weltranglistenplatz 10                                                               |
| Li Kewei             | Malta                           | 1980                | 2010 Weltranglistenplatz 93                                                               |
| Panagiotis Gionis    | Griechenland                    | 1980                | 2014 Weltranglistenplatz 18, Vorhand Topspin, Rückhand Slice                              |
| Wang Xi              | Volksrepublik China Deutschland | 1984                | 2015 Weltranglistenplatz 99                                                               |
| Wang Wei             | Vereinigte Staaten              | 1984                | 2007 Weltranglistenplatz 76                                                               |
| Jang Song-man        | Nordkorea                       | 1985                | 2012 Weltranglistenplatz 54                                                               |
| Masato Shiono        | Japan                           | 1986                | 2014 Weltranglistenplatz 22                                                               |
| Ruwen Filus          | Deutschland                     | 1988                | 2018 Weltranglistenplatz 18                                                               |
| Wang Yang            | Volksrepublik China Slowakei    | 1990                | 2020 Weltranglistenplatz 32                                                               |
| Liu Yi               | Volksrepublik China             | 1992                | 2013 Weltranglistenplatz 55                                                               |
| Tomas Mikutis        | Litauen                         | 1993                | 2019 Weltranglistenplatz 199                                                              |
| Ma Te                | Volksrepublik China             | 1994                | 2014 Weltranglistenplatz 143, 2014 Silber bei der Jugendweltmeisterschaft                 |
| Kang Dongsoo         | Südkorea                        | 1994                | 2015 Weltranglistenplatz 96                                                               |
| Yūto Muramatsu       | Japan                           | 1996                | 2017 Weltranglistenplatz 21                                                               |
| Luka Mladenovic      | Luxemburg                       | 1998                | 2025 Weltranglistenplatz 85, offensiver Materialspieler                                   |

## Damen
| Name                        | Staat                              | Lebensdaten        | Tischtenniserfolge und Sonstiges                                                                                          |
| --------------------------- | ---------------------------------- | ------------------ | --- |
| Ruth Hughes Aarons          | Vereinigte Staaten                 | 1918–1980          | 1936, 1937 Weltmeisterin                                                                                                  |
| Trude Pritzi                | Österreich                         | 1920–1968          | 1937, 1938 Weltmeisterin                                                                                                  |
| Angelica Adelstein-Rozeanu  | Rumänien                           | 1921–2006          | 1950–1955 6× Weltmeisterin                                                                                                |
| Erna Brell                  | Deutschland                        | 1930(??) unbekannt | 1957 Deutsche Meisterin im Einzel                                                                                         |
| Martha Willke               | Deutschland                        | 1932               | 1954 deutsche Nationalspielerin, 2008 Seniorenweltmeisterin Ü75                                                           |
| Hannelore Hanft             | Deutsche Demokratische Republik    | 1932               | 1954 DDR-Meisterin im Einzel                                                                                              |
| Diane Schöler               | England Deutschland                | 1933–2023          | 1951, 1954 Weltmeisterin im Doppel                                                                                        |
| Rosalind Rowe               | England                            | 1933–2015          | 1951, 1954 Weltmeisterin im Doppel                                                                                        |
| Éva Kóczián                 | Ungarn                             | 1936               | 1958, 1960, 1964 Europameisterin, 1955 Weltmeisterin im Mixed                                                             |
| Ann Haydon-Jones            | England                            | 1938               | 1957 Vizeweltmeisterin im Einzel, Doppel und Mixed                                                                        |
| Maria Alexandru             | Rumänien                           | 1939–2024          | 1963 Vizeweltmeisterin im Einzel, 1966 Europameisterin                                                                    |
| Edit Buchholz               | Deutschland                        | 1941–2024          | 1965, 1968, 1975 Deutsche Meisterin                                                                                       |
| Lin Huiqing                 | Volksrepublik China                | 1941               | 1965, 1971 Doppel-Weltmeisterin                                                                                           |
| Gabriele Geißler            | Deutsche Demokratische Republik    | 1944–2006          | 1969 WM-Silbermedaille |
| Zheng Minzhi                | Volksrepublik China                | 1945               | 1971 Vizeweltmeisterin |
| Gerlinde Glatzer            | Deutschland                        | 1950               | 1981 DM-Bronze |
| Yasuko Konno                | Japan                              | 1950               | 1969 Mixed-Weltmeisterin mit Nobuhiko Hasegawa                                                                            |
| Wiebke Hendriksen           | Deutschland                        | 1951               | 1973, 1974, 1978 Deutsche Meisterin                                                                                       |
| Jill Hammersley             | England                            | 1951               | 1976 Weltranglistenplatz 6                                                                                                |
| Chung Hyun-sook             | Südkorea                           | 1951               | 1973 Team-Gold bei der WM 1973                                                                                            |
| Ge Xinai                    | Volksrepublik China                | 1953               | 1979 Weltmeisterin, Penholder-Dreherin, Materialspiel mit langen Noppen                                                   |
| Shoko Takahashi             | Japan                              | 1955 (?)           | 1975 Weltmeisterin im Doppel                                                                                              |
| Ursula Oswald-Ziegler       | Deutschland                        | 1957               | 1989 DM-Bronze, Materialspiel mit langen Noppen ohne Schwamm beidseits                                                    |
| Monika Stork                | Deutschland                        | 1961               | 1981 Deutsche Vizemeisterin                                                                                               |
| An Hae Sook                 | Südkorea                           | 1961               | 1981 Weltranglistenplatz 9; 1981 Mannschafts-Vizeweltmeisterin                                                            |
| Tong Ling                   | Volksrepublik China                | 1962               | 1981 Weltmeisterin |
| Guan Jianhua                | Volksrepublik China                | 1962               | 1987 WM-Bronze im Einzel                                                                                                  |
| Fliura Bulatowa             | Sowjetunion Italien                | 1963               | 1988 Europameisterin |
| Jing Tian-Zörner            | Volksrepublik China Deutschland    | 1963               | 1997, 1998 Deutsche Meisterin                                                                                             |
| Ni Xialian                  | Volksrepublik China Luxemburg      | 1963               | 1998, 2002 Europameisterin, Penholder-Dreherin mit kurzen und langen Noppen, offensive Materialspielerin                  |
| Barbara Lippens             | Belgien                            | 1964               | 1984 Europaranglistenplatz 20                                                                                             |
| Andrea Gutknecht            | Deutschland                        | 1965               | 1983 Nationalspielerin, 2008 Paralympics-Bronze                                                                           |
| Zhiying Zeng                | Volksrepublik China Chile          | 1966               | 2023 Südamerikameisterin Mannschaft                                                                                       |
| Olena Kowtun                | Ukraine                            | 1966               | 1986 Europameisterin im Doppel                                                                                            |
| Ding Yaping                 | Volksrepublik China Deutschland    | 1967               | 1991 Weltranglistenplatz 11, 1989, 1991 WM-Bronze im Damen-Doppel                                                         |
| Junko Haneyoshi             | Volksrepublik China Japan          | 1967               | 1989, 1991 WM-Bronze im Damen-Doppel als Li Jun, Wechsel nach Japan, 2001 Weltranglistenplatz 28                          |
| Qianhong Gotsch             | Volksrepublik China Deutschland    | 1968               | 2000 Europameisterin |
| Jie Schöpp                  | Deutschland                        | 1968               | 1994 Weltranglistenplatz 13                                                                                               |
| Jelena Timina               | Russland Niederlande               | 1969               | 1994, 2008, 2009 Mannschafts-Europameisterin                                                                              |
| Tanioka Ayuka               | Japan                              | 1972               | 2011 Weltranglistenplatz 72                                                                                               |
| Tatsiana Kostromina         | Belarus                            | 1973               | 2002 Silber EM im Doppel                                                                                                  |
| Tan Paey Fern               | Singapur                           | 1974               | 2006 Weltranglistenplatz 67                                                                                               |
| Natālija Kļimanova          | Lettland                           | 1975               | 2003 Weltranglistenplatz 213                                                                                              |
| Xian Yifang                 | Frankreich                         | 1977               | 2013 Weltranglistenplatz 47, 2012 Vizeeuropameisterin im Einzel                                                           |
| Kim Kyung-ah                | Südkorea                           | 1977               | 2004 Olympiabronze im Einzel, 2010 Weltranglistenplatz 4                                                                  |
| Kim Bok-rae                 | Südkorea                           | 1977               | 2004 Olympiavierte im Doppel, 2002 Weltranglistenplatz 36                                                                 |
| Swetlana Grigorjewna Ganina | Russland                           | 1978               | 2007 Europameisterin im Doppel, 2007 Weltranglistenplatz 34                                                               |
| Viktoria Pavlovich          | Belarus                            | 1978               | 2014 Weltranglistenplatz 11                                                                                               |
| Silvija Erdelji             | Jugoslawien Serbien und Montenegro | 1979               | 2003 Weltranglistenplatz 62, 2003 Bronze Europameisterschaft                                                              |
| Katrin Meyerhöfer           | Deutschland                        | 1979               | 2001 Deutsche Meisterin im Doppel                                                                                         |
| Ivana Malobabić             | Kroatien                           | 1980               | 2024 Weltranglistenplatz 71                                                                                               |
| Irina Kotichina             | Russland                           | 1980               | 2007 Bronze Europameisterschaft Einzel                                                                                    |
| Kim Yun-mi                  | Nordkorea                          | 1981               | 2001 WM-Halbfinale, Penholder-Angriff Vorhand, lange Noppen Rückhand                                                      |
| Park Mi-young               | Südkorea                           | 1981               | 2010 Weltranglistenplatz 8                                                                                                |
| Irene Ivancan               | Deutschland                        | 1981               | 2011 Vizeeuropameisterin                                                                                                  |
| Tetjana Bilenko             | Ukraine                            | 1983               | 2016 Weltranglistenplatz 38                                                                                               |
| Han Ying                    | Volksrepublik China Deutschland    | 1983               | 2017 Weltranglistenplatz 6                                                                                                |
| Li Jie                      | Volksrepublik China Niederlande    | 1984               | 2011 Weltranglistenplatz 22                                                                                               |
| Wang Tingting               | Volksrepublik China                | 1984               | 2005 Weltranglistenplatz 37                                                                                               |
| Li Xue                      | Volksrepublik China Frankreich     | 1985               | 2014 Weltranglistenplatz 35, 2012 EM Bronze                                                                               |
| Hanna Haponowa              | Ukraine                            | 1985               | 2015 Weltranglistenplatz 64                                                                                               |
| Ana-Maria Erdelji           | Jugoslawien Serbien und Montenegro | 1985               | 2010 Weltranglistenplatz 78, 2003 EM-Bronze im Damen-Doppel                                                               |
| Polina Jurjewna Michailowa  | Russland                           | 1986               | 2016 Weltranglistenplatz 34                                                                                               |
| Fan Ying                    | Volksrepublik China                | 1986               | 2009 Weltranglistenplatz 10                                                                                               |
| Li Qian                     | Polen                              | 1986               | 2010 Weltranglistenplatz 19                                                                                               |
| Suh Hyo-won                 | Südkorea                           | 1987               | 2015 Weltranglistenplatz 8                                                                                                |
| Marija Sergejewna Dolgich   | Russland                           | 1987               | 2017 Weltranglistenplatz 66, russische Meisterin 2005, 2006, 2008                                                         |
| Joanna Drinkhall            | Vereinigtes Königreich             | 1987               | 2014 Weltranglistenplatz 106, griffige Noppen innen beidseits                                                             |
| Yuka Ishigaki               | Japan                              | 1989               | 2015 Weltranglistenplatz 19                                                                                               |
| Sabine Winter               | Deutschland                        | 1992               | 2017 Weltranglistenplatz 36, seit 2024 Antitopspinbelag auf der Rückhand                                                  |
| Wu Yang                     | Volksrepublik China                | 1992               | 2014 Weltranglistenplatz 4                                                                                                |
| Ri Myong-sun                | Nordkorea                          | 1992               | 2014 Weltranglistenplatz 20                                                                                               |
| Kim Song-i                  | Nordkorea                          | 1994               | 2016 Olympiabronze |
| Linda Bergström             | Schweden                           | 1995               | 2024 Weltranglistenplatz 28                                                                                               |
| Manika Batra                | Indien                             | 1995               | 2024 Weltranglistenplatz 24; offensives Materialspiel mit Langnoppenbelag und Schlägerdrehung                             |
| Hu Limei                    | Volksrepublik China                | 1995               | 2014 Weltranglistenplatz 16                                                                                               |
| Hitomi Satō                 | Japan                              | 1997               | 2017 Weltranglistenplatz 9                                                                                                |
| Ushijima Seira              | Japan                              | 1997               | 2013 Weltranglistenplatz 92                                                                                               |
| Ri Hyon-sim                 | Nordkorea                          | 1997               | 2017 Weltranglistenplatz 140                                                                                              |
| Honoka Hashimoto            | Japan                              | 1998               | 2017 Weltranglistenplatz 13, 2019 WM-Bronze im Doppel                                                                     |
| Sreeja Akula                | Indien                             | 1998               | 2024 Weltranglistenplatz 22; offensives Materialspiel mit Kombischläger und häufiger Schlägerdrehung                      |
| Kim Kum-yong                | Nordkorea                          | 2001               | 2024 Weltranglistenplatz 56, 2024 Olympia-Silber im Mixed, offensives Materialspiel mit Langnoppgenbelag auf der Rückhand |
| Soma Yumeno                 | Japan                              | 2002               | 2019 Weltranglistenplatz 86                                                                                               |
| Ojio Haruna                 | Japan                              | 2005               | 2022 Weltranglistenplatz 48                                                                                               |
| Yuka Kaneyoshi              | Japan                              | 2006               | 2025 Weltranglistenplatz 350 (bislang irrelevant, da Siege in der TT-Bundesliga nicht für die Weltrangliste zählen)       |